# Keiichiro Toyama
Keiichirō Toyama (japansk: 外山 圭一郎 Toyama Keiichirō, født 17. august 1978) er en japansk computerspildesigner, der er bedst kendt som skaberen af Silent Hill- og Siren-serierne. 
Toyama gik på gymnasiet, da han blev ansat på Konamii i 1994 som grafisk kunstner. Han var grafisk designer og figurdesigner på Snatcher og International Track & Field, og efter dette skabte han i 1999 Silent Hill-serien. Det første spil i serien var en succes, men Toyama forlod arbejdet kort efter udgivelsen af det for at komme ind på SCE Japan Studio. Her begyndte han at skabe Siren-serien. Han har siden arbejdet på Gravity Rush-serien.

## Arbejde
| Spil                        | Udgivet | Rolle                                                        |
| --------------------------- | ------- | ------------------------------------------------------------ |
| Snatcher                    | 1994    | Graphisk designer                                            |
| International Track & Field | 1996    | Figurdesigner                                                |
| Silent Hill                 | 1999    | Instruktør, forfatter, baggrundsdesigner                     |
| Siren                       | 2003    | Instruktør, forfatter                                        |
| Forbidden Siren 2           | 2006    | Instruktør, designer, forfatter                              |
| Siren: Blood Curse          | 2008    | Instruktør, designer, forfatter                              |
| Gravity Rush                | 2012    | Instruktør, designer, originalt koncept, indledende historie |
| Gravity Rush Remastered     | 2015    | Instuktør, designer, originalt koncept, indledende historie  |
| Gravity Rush 2              | 2017    | Instruktør, designer                                         |